# Дикие чжурчжэни
Дикие чжурчжэни (кит. трад. 野人女真) или Хайдунские чжурчжэни (кит. трад. 海東女真) — группа чжурчжэней, идентифицированная китайской династией Мин. Они были самой северной группой чжурчжэней (другие — Цзяньчжоуские чжурчжэни и Хайсинские чжурчжэни). В XIV веке они населяли самую северную часть Маньчжурии от западного склона Большого Хингана до реки Уссури и нижнего Амура, омываемого Татарским проливом и Японским морем.
Потомки диких чжурчжэней не идентифицируют себя с маньчжурами. Вместо этого они сформировали разные народы, такие как нанайцы, эвенки, негидальцы, орочоны и нивхи.

## Этимология
Дикие чжурчжэни, как следует из их названия, жили в дикой местности. Слово Ежэнь (野人) в переводе с китайского означает «дикие люди», то есть «дикари». Ежэнь было общим названием для всех чжурчжэней до возвышения чжурчжэней Цзяньчжоу и чжурчжэней Хайси. Как вассалы Минского Китая, Цзяньчжоу и Хайси сблизились со своим китайским сюзереном, в то время как остальные чжурчжэни, не установившие постоянной связи с Минской империей, известны как дикие чжурчжэни.